# Xbox Series X và Series S
Xbox Series X và Xbox Series S (gọi chung là Xbox Series X/S) là máy chơi trò chơi điện tử gia đình do bởi Microsoft phát triển. Cả hai đều phát hành ngày 10 tháng 11 năm 2020, là thế hệ thứ tư của dòng Xbox, kế nhiệm dòng Xbox One. Cùng với PlayStation 5 của Sony, cũng phát hành tháng 11 năm 2020, Xbox Series X và Series S là một phần của thế hệ thứ chín của máy chơi trò chơi điện tử.
Tin đồn liên quan đến máy xuất hiện lần đầu tiên vào đầu năm 2019, với tên gọi toàn bộ là "Scarlett", bao gồm các mẫu cao cấp và cấp thấp hơn có tên mã tương ứng là "Anaconda" và "Lockhart". Trong nội bộ, Microsoft hài lòng với phương pháp tiếp cận hai máy cho Xbox One và đã lên kế hoạch tương tự cho Xbox thế hệ thứ tư, với mục tiêu kiểu máy cao cấp ít nhất phải gấp đôi hiệu suất của Xbox One X. Mô hình cao cấp lần đầu tiên được giới thiệu trong E3 2019 với tên "Project Scarlett", trong khi tên và thiết kế chính của nó là Xbox Series X được công bố trong The Game Awards cuối tháng 12. Tháng 9 năm 2020, Microsoft công bố mô hình cấp thấp hơn là Xbox Series S.
Xbox Series X có phần cứng cao cấp hơn và hỗ trợ độ phân giải hiển thị cao hơn (lên đến 8K), cùng với tốc độ khung hình cao hơn và dò tia thời gian thực; máy cũng có ổ SSD tốc độ cao để giảm thời gian tải. Xbox Series S rẻ hơn sử dụng cùng một CPU, nhưng có GPU kém mạnh hơn, có ít bộ nhớ trong và ngoài hơn, đồng thời không có ổ đĩa quang. Cả hai máy đều được thiết kế để hỗ trợ gần như tất cả các trò chơi, bộ điều khiển và phụ kiện Xbox One, bao gồm cả các trò chơi đó từ máy Xbox cũ hơn được hỗ trợ tương thích ngược của Xbox One. Khi ra mắt, Microsoft đã định vị trò chơi của bên thứ nhất và một số trò chơi của bên thứ ba sẽ khả dụng cho cả Xbox Series X/S và Xbox One để giúp chuyển đổi giữa các thế hệ, cung cấp khung phân phối "Smart Delivery" để tự do tối ưu hóa trò chơi Xbox One cho Xbox Series X hoặc Series S. Các máy này cũng tương thích với dịch vụ đăng ký trò chơi Xbox Game Pass, cũng như nền tảng phát trực tuyến trò chơi trên đám mây Xbox Cloud Gaming.

## Lịch sử

### Công bố và khởi chạy ban đầu
Tin đồn trong ngành về phần cứng Xbox mới đã bắt đầu sớm nhất là vào tháng 6 năm 2018, khi Phil Spencer của Microsoft xác nhận vào thời điểm đó họ đã "đi sâu vào kiến trúc thế hệ máy chơi game Xbox tiếp theo". Phần cứng được cho là một dòng thiết bị với tên mã "Scarlett", gồm một phiên bản giá rẻ theo quy trình tương tự như dòng máy chơi game Xbox One, với trọng tâm chính là phát trực tuyến trò chơi và khả năng tương thích ngược. Đến tháng 3 năm 2019, nhiều tin đồn trong ngành đã dẫn đến suy đoán về hai máy trong dòng Scarlett với tên mã "Anaconda" và phiên bản "Lockhart" giá rẻ.
Microsoft đã lên kế hoạch đi vào chi tiết về thông số kỹ thuật phần cứng và ra mắt trò chơi cho Series X tại cả Hội nghị các nhà phát triển trò chơi 2020 (GDC) và E3 2020, nhưng cả hai sự kiện đã bị hủy bỏ do đại dịch COVID-19. Microsoft đã lên lịch cho các bài thuyết trình trực tuyến dự kiến vào tháng 3 năm 2020, trong khi công ty dự định lên lịch lại bài thuyết trình E3 vào lúc khác. Thông số kỹ thuật chi tiết đã được Microsoft, Digital Foundry và Austin Evans của Overclock Media trình bày vào ngày 16 tháng 3 năm 2020. Bắt đầu từ tháng 5 và chạy cho đến khi ra mắt, Microsoft đã lên kế hoạch tổ chức các sự kiện kỹ thuật số bổ sung xung quanh Xbox Series X và các trò chơi của nó như một phần của "Dòng Xbox 20/20". Điều này bao gồm một Buổi giới thiệu trò chơi Xbox vào ngày 23 tháng 7 năm 2020, giới thiệu các trò chơi chủ yếu của bên thứ nhất Xbox Game Studios.

## Phần cứng
Khi nhóm phát triển Xbox của Microsoft bắt đầu làm việc trên hệ máy kế nhiệm Xbox One vào khoảng năm 2016, họ đã hình dung ra nhu cầu phải có hai phiên bản console tương tự như các mẫu Xbox One X và Xbox One S nhằm đáp ứng nhu cầu của các thị trường khác nhau. Bằng cách phát triển cả hai cùng lúc, họ sẽ có thể đảm bảo rằng các trò chơi sẽ có thể chơi được trên cả hai hệ máy mà không có ngoại lệ. Theo truyền thống như các dự án Xbox trước đây, hệ máy được đặt tên mã dựa theo các thành phố. Xbox Series S được đặt tên là Project Lockhart, dựa trên thành phố Lockhart, Texas, Aaron Greenberg nói rằng nó được gọi là "thành phố nhỏ với trái tim lớn."

### Xbox Series X
Người đứng đầu Xbox là Phil Spencer nói Microsoft đang ưu tiên tốc độ khung hình cao và thời gian tải nhanh hơn so với độ phân giải cao; Series X đạt được điều này nhờ khả năng kết hợp tốt hơn giữa CPU và GPU.
Xbox Series X được trang bị CPU AMD Zen 2 7 nm tùy chỉnh với tám lõi, chạy ở tốc độ danh nghĩa 3,8 GHz hoặc khi sử dụng đa luồng đồng thời (SMT) ở tốc độ 36 GHz. Một lõi CPU dành riêng cho hệ điều hành cơ bản. Bộ xử lý đồ họa tích hợp cũng là một đơn vị tùy chỉnh dựa trên kiến trúc đồ họa RDNA 2 của AMD. Nó có tổng cộng 56 đơn vị tính toán (CU) với 3584 lõi, với 52 CU và 3328 lõi được kích hoạt và sẽ chạy ở tốc độ cố định 1,825 GHz. Thiết bị này có khả năng tính toán 12 teraflops. Thiết bị này có 16 GB GDDR6 SDRAM, với 10 GB chạy ở tốc độ 560 GB/giây chủ yếu được sử dụng với hệ thống đồ họa và 6 GB còn lại ở tốc độ 336 GB/giây được sử dụng cho các chức năng tính toán khác. Sau khi tính toán phần mềm hệ thống, khoảng 13,5 GB bộ nhớ sẽ có sẵn cho trò chơi và các ứng dụng khác, với phần mềm hệ thống chỉ vẽ từ nhóm chậm hơn. Hiệu suất mục tiêu của Xbox Series X là hiển thị trò chơi ở độ phân giải 4K với tốc độ 60 khung hình/giây, với CPU mạnh gấp bốn lần CPU Xbox One X và GPU mạnh gấp đôi. Series X có thể hỗ trợ lên đến 120 khung hình/giây và hiển thị độ phân giải lên đến 8K.

### Xbox Series S

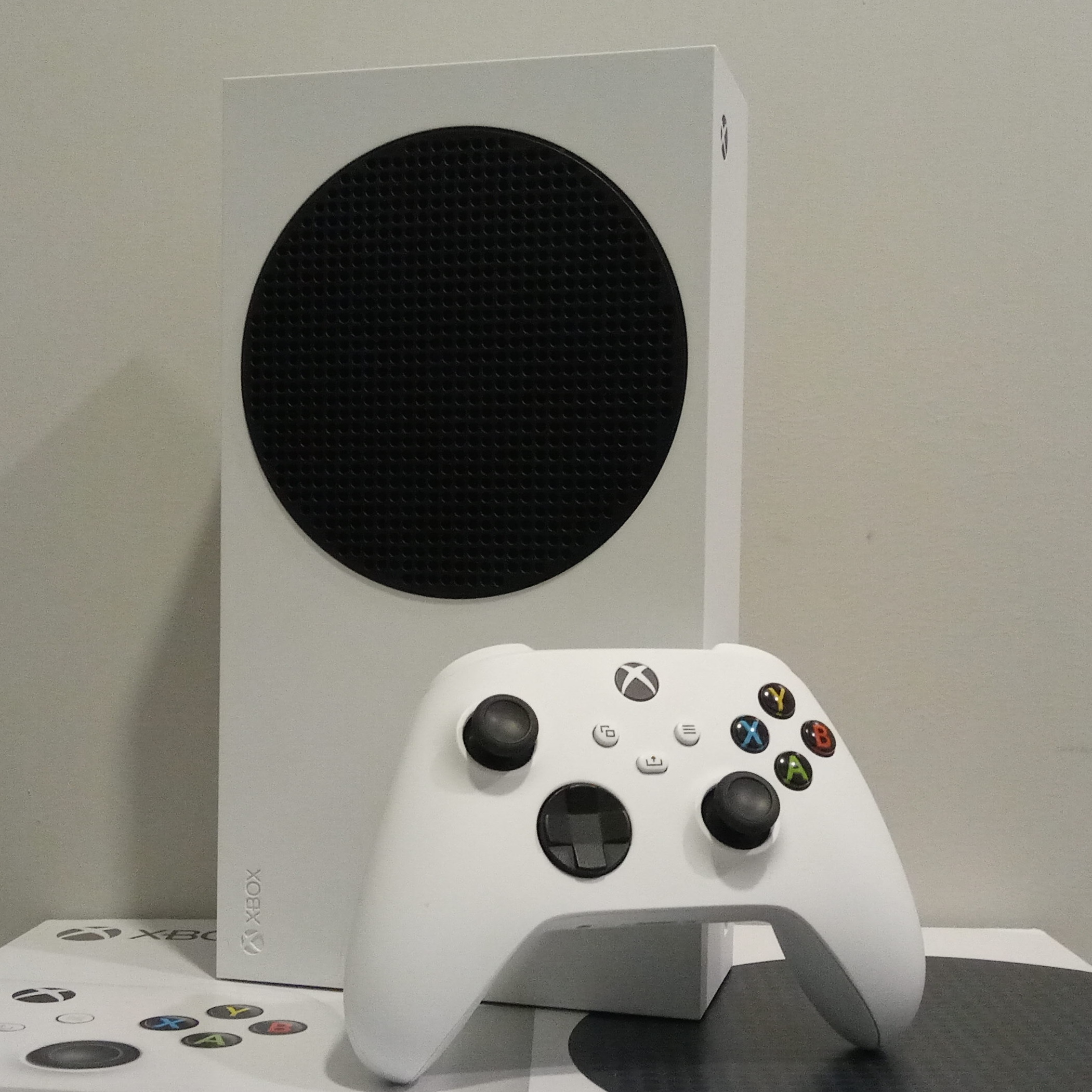
Xbox Series S với tay cầm

Xbox Series S có sự tương quan về phần cứng so với Xbox Series X, tương tự như Xbox One S với Xbox One X, nhưng có sức mạnh xử lý kém hơn. Mặc dù chạy cùng một CPU với tần số xung nhịp chậm hơn một chút, nhưng nó sử dụng GPU chậm hơn, RDNA2 tùy chỉnh với 20 CU ở tốc độ 1,55 GHz cho 4 TFLOPS, so với 12 TFLOPS của Series X. Nó đi kèm với 10 GB RAM và 512 Bộ lưu trữ GB SSD với thông lượng đầu vào/đầu ra thô là 2,4 GB/giây, và nó không đi kèm bất kỳ ổ đĩa quang nào, do đó người dùng chí có thể sử dụng phần mềm kỹ thuật số. Nó được thiết kế để hiển thị các trò chơi về danh nghĩa ở 1440p, với sự hỗ trợ của bộ nâng cấp 4K, ở tốc độ 60 khung hình/giây, mặc dù nó có thể tăng lên 120 khung hình/giây ở độ phân giải này. Các trò chơi được chọn có thể hỗ trợ đầu ra độ phân giải 4K gốc trên Series S, chẳng hạn như Ori and the Will of the Wisps. Mặt khác, bảng điều khiển có các chức năng tương tự như Xbox Series X, bao gồm các cổng, bản mở rộng và hỗ trợ trò chơi.

### Các đặc điểm chung

#### Kiến trúc lưu trữ
Cả hai máy đều sử dụng giải pháp lưu trữ mới, Xbox Velocit Architecturey, bao gồm các thành phần phần cứng và phần mềm để cải thiện tốc độ truyền trong máy, giảm kích thước tải xuống kỹ thuật số và cung cấp cho các nhà phát triển tính linh hoạt hơn. Trung tâm của máy là bộ nhớ trong, một SSD NVM Express (NVMe) tùy chỉnh. Trên Series X, đây là ổ SSD 1 TB (802 GB khả dụng) với thông lượng đầu vào/đầu ra thô là 2,4 GB/giây. Khối nén/giải nén trên bo mạch bao gồm cả thuật toán giải nén zlib tiêu chuẩn công nghiệp và thuật toán BCPack độc quyền dành và cung cấp thông lượng kết hợp cao tới 4,8 GB/giây. Trong phần mềm, một API DirectStorage mới của DirectX cho phép các nhà phát triển tinh chỉnh mức độ ưu tiên đối với các khía cạnh đầu vào/đầu ra với các luồng xử lý khác. Phần mềm cung cấp luồng phản hồi của trình lấy mẫu hỗ trợ tải nhiều kết cấu trong các phân đoạn để xử lý mức độ hiển thị chi tiết, thay vì phải đọc toàn bộ các kết cấu này trước khi sử dụng chúng. Series S đi kèm một SSD 512 GB (364 GB khả dụng) với các thông số kỹ thuật phần cứng và phần mềm tùy chỉnh tương tự. Tất cả bộ lưu trữ SSD trên kiến trúc đều sử dụng liên kết PCI Express 4.0 x2.

Logo của Xbox Velocity Architecture

### So sánh
Bảng sau là so sánh các thành phần chính thế hệ thứ tư của máy chơi game Xbox.
| Cấu tạo           | Cấu tạo           | Series X | Series S                                                              |
| ----------------- | ----------------- | --- | --------------------------------------------------------------------- |
| Bộ xử lý          | CPU               | AMD Zen 2 tùy chỉnh 8 Cores @ 3.8 GHz (3.66 GHz với SMT) | AMD Zen 2 tùy chỉnh 8 Cores @ 3.6 GHz (3.4 GHz với SMT)               |
| Bộ xử lý          | GPU               | RDNA 2 tùy chỉnh 52 CUs @ 1.825 GHz 12 TFLOPS | RDNA 2 tùy chỉnh 20 CUs @ 1.565 GHz 4 TFLOPS                          |
| Bộ nhớ            | Bộ nhớ            | 16 GB GDDR6 với 320-bit bus 10 GB @ 560 GB/giây, 6 GB @ 336 GB/giây | 10 GB GDDR6 với 128-bit bus 8 GB @ 224 GB/giây, 2 GB @ 56 GB/giây     |
| Lưu trữ           | Bên trong         | SSD NVMe 1 TB PCIe Gen 4 tùy chỉnh 2,4 GB/giây thô, 4,8 GB/giây nén | SSD NVMe 512 GB PCIe Gen 4 tùy chỉnh 2,4 GB/giây thô, 4,8 GB/giây nén |
| Lưu trữ           | Mở rộng           | Thẻ mở rộng 0,5-2 TB (phía sau) | Thẻ mở rộng 0,5-2 TB (phía sau)                                       |
| Lưu trữ           | Bên ngoài         | Hỗ trợ ổ cứng ngoài USB 3.1 | Hỗ trợ ổ cứng ngoài USB 3.1                                           |
| Ổ đĩa quang       | Ổ đĩa quang       | Ultra HD Blu-ray\| data-sort-value="" style="background: var(--background-color-interactive, #ececec); color: var(--color-base, inherit); vertical-align: middle; text-align: center; " class="table-na" \| None |                                                                       |
| Mục tiêu hình ảnh | Mục tiêu hình ảnh | Độ phân giải 4K ở 60 FPS, lên đến 120 FPS | 1440p ở 60 FPS, lên đến 120 FPS                                       |
| Kích thước        | Cỡ                | 301 mm × 151 mm × 151 mm (12 in × 5,9 in × 5,9 in) | 275 mm × 151 mm × 65 mm (11 in × 5,9 in × 2,6 in)                     |
| Kích thước        | Nặng              | 4,45 kilôgam (9,8 lb) | 1,93 kilôgam (4,3 lb)                                                 |
| Mẫu               | Mẫu               | 1882 | 1883/1881                                                             |
| Giá cả            | Giá cả            | US$499/€499/£449/A$749/C$599 | US$299/€299/£249/A$499/C$379                                          |

## Phát hành và tiếp thị
Tháng 3 năm 2020, Microsoft thông báo rằng mặc dù đại dịch COVID-19 diễn biến phức tạp, họ vẫn dự kiến ra mắt Xbox Series X vào cuối năm 2020, tuy nhiên họ sẽ kiểm soát các chuỗi cung ứng để đảm bảo an toàn cho nhân viên. Spencer cho rằng mặc dù phần cứng của hệ máy sẽ được giao đúng hạn, các trò chơi được lên kết hoạch ra mắt cùng lúc với Xbox Series X có thể sẽ bị hoãn do tình hình dịch bệnh.